# Peter van Walsum
Arnold Peter van Walsum (* 25. Juni 1934 in Rotterdam; † 4. Dezember 2019) war ein niederländischer Diplomat, der als persönlicher Beauftragter des Generalsekretärs der Vereinten Nationen im  Konflikt um die Westsahara tätig war. Er wurde von UN-Generalsekretär Kofi Annan im Juli 2005 ernannt und übte seine Aufgabe bis zum Ablauf seines Mandats im September 2008 aus.
Van Walsum schloss 1959 ein Studium der Rechtswissenschaften an der Universität Utrecht ab und diente von 1960 bis 1962 in den Niederländischen Streitkräften. 1962 und 1963 war er in der Zivilschutzplanung des Innenministeriums tätig.
Danach war er fast 40 Jahre im Dienst des niederländischen Außenministeriums tätig, darunter als ständiger Vertreter seines Landes bei der NATO in Paris und der Europäischen Kommission in Brüssel sowie in den Botschaften in Bukarest, Neu-Delhi und London.
Nach seiner Entsendung in die Ständige Vertretung der Niederlande bei den Vereinten Nationen in New York vertrat er 1999 sein Land im Sicherheitsrat der Vereinten Nationen und war 2000 Vorsitzender des Ausschusses, der Sanktionen gegen den Irak ausgearbeitet hat.
Peter van Walsum war verheiratet und hatte vier Kinder.